# Marie Götze
Marie Götze, geboren  Marie Rigaud, (2 november 1865 - 1922) was een Duits sopraan.

## Biografie
Marie Götze studeerde zang aan het Sternsches Konservatorium. De prima donna werd bekend met de rol van Magdalena in Der Evangelimann en de Berlijnse premières van Salomé, waarin zij Herodias zong, en Klytämnestra, waarin zij de hoofdrol zong. Samen met Hildegard Götze schreef zij een portret van haar familie dat in kleine kring werd verspreid onder de titel Unsere Voreltern und unsere Eltern of Erzähltes und Erlebtes aus der Familie Rigaud. Marie Götze trad in 1920 met Ellen Egerling en Paul Griese op in de film Die sprechende Hand van regisseur A. Rößler-Ullmann.

## Rollen (selectie)
Wereldpremières
- 1884: Ernst Frank: Hero, Berliner Hofoper (26 november)
- 1892: Felix von Weingartner: Genesius, Berliner Hofoper (15 november)
- 1893: Josef Forster: Die Rose von Pontevedra, Hoftheater von Gotha (31 juli)
- 1895: Wilhelm Kienzl: Der Evangelimann, Berliner Hofoper (4 mei) – Magdalena
- 1899: Albert Lortzing: Regina, Berliner Hofoper
- 1900: Ferdinand Hummel: Die Beichte, Berliner Hofoper
- 1902: Wilhelm Kienzl: Heilmar, der Narr, Berliner Hofoper (18 januari)

Repertoire
| Bizet: - Titelpartie in Carmen Charpentier: - Die Mutter in Louise Cornelius: - Bostana im Barbier von Bagdad Gluck: - Orpheus in Orpheus und Eurydike Gounod: - Siébel in Faust Meyerbeer: - Fidès in Der Prophet Nicolai: - Frau Reich in Die lustigen Weiber von Windsor Saint-Saëns: - Dalila in Samson und Dalila |  | Richard Strauss: - Herodias in Salome - Klytämnestra in Elektra Tschaikowski: - in Pique Dame Verdi: - Azucena in Il trovatore - Amneris in Aida Wagner: - Adriano in Rienzi - Ortrud im Lohengrin - Brangäne in Tristan und Isolde - Magdalene in Die Meistersinger von Nürnberg - Fricka in Das Rheingold - Frick und Siegrune in Die Walküre - Erda in Siegfried |

## Geluidsdocumenten
De oudste platen werden gemaakt door G & T in 1901 en werden opgenomen in Berlijn. Andere opnames werden uitgebracht door Odeon, Lyrophon, Anker, Pathé, Beka en HMV. Er zijn ook Edison cilinders uit 1905 (opgenomen in Berlijn). Marie Goetze was betrokken bij een van de eerste complete opnamen in de geschiedenis van de grammofoonplaten:
- Gounod: Faust, met Karl Jörn, Emmy Destinn, Desider Zador en Paul Knüpfer, dirigent: Bruno Seidler-Winkler, 1908 - als Siebel

Een compilatie van Truesound Transfers (nummer 3021) bevat een breed scala aan liederen en aria's:
- Liederen van Hettersdorf, Radecke, Schubert, Van der Stucken en Wagner.

- Aria's uit het Franse repertoire (La dame blanche, Le Prophète, Faust, Mignon, Carmen en Samson et Dalila), het Italiaanse repertoire (Orfeo ed Euridice, Il trovatore en Aida) en de Duitse opera Der Evangelimann.

## Onderscheidingen
- Zij droeg de Orden für Kunst und Wissenschaft van Mecklenburg-Strelitz in Zilver (sinds 14 februari 1916).[2]